# Rasen (serie televisiva)
Rasen (らせん?), conosciuto anche come Spiral, è un dorama giapponese trasmesso nel 1999, e basata sull'omonimo romanzo di Kōji Suzuki. La serie consta di tredici episodi, ed è il sequel di Ring: The Final Chapter.

## Episodi
- 01: Sadako's Revenge: A Horror Greater Than The Ring
- 02: The Dead Watch The Well
- 03: I Come to Kill Myself...
- 04: A Dead Person is Resurrected, To a Legendary Village
- 05: The Devil Was in this Room
- 06: Nobody can Stop Me any Longer
- 07: The Man Who Made Sadako
- 08: The Child Who Died Twice...
- 09: The Ring of Hatred is Complete
- 10: The Prisoner is Murdered by a Prison Guard
- 11: The Fortuneteller is Murdered
- 12: The World Will Fall to Ruins Tomorrow
- 13: The Immortal